# Mamba
Mamba (Dendroaspis) er en slægt af slanger bestående af bl.a sort mamba (Dendroaspis polylepis) som er verdens hurtigste slange og grøn mamba. Disse to slanger er ekstremt giftige, og kan være dødelige. Specielt den sorte mamba er ekstremt aggressiv og som en af de eneste slanger kan den finde på at bide mere end én gang. Giften medfører muskellammelser, som kan stoppe vejrtrækningen, så man bliver kvalt. Før man fik modgift mod dens gift havde den en dødelighedsprocent på 100.

## Klassifikation
- Dendroaspis angusticeps (Østlig grøn mamba)
- Dendroaspis jamesoni (Jameson mamba)
  - Dendroaspis jamesoni jamesoni
  - Dendroaspis jamesoni kaimosea
- Dendroaspis polylepis (Sort mamba)
- Dendroaspis viridis (Vestlig grøn mamba)